# Kleinzee
Kleinzee (ou Kleinsee) est un petit village situé sur la côte ouest du Cap-Nord en Afrique du Sud, à 105 km de Springbok.